# Vanya sulla 42esima strada
Vanya sulla 42esima strada (Vanya on 42nd Street) è un film del 1994 diretto da Louis Malle. È l'ultimo film diretto dal regista prima della sua morte. La sceneggiatura è di David Mamet.

## Trama
Un gruppo di attori si riunisce per provare e mettere in scena, in un teatro destinato alla demolizione sulla 42ª strada, Zio Vanja di Čechov. La magia della commedia conquista talmente gli smaliziati attori professionisti da rendere estremamente attuale il conflitto dei sentimenti dei diversi caratteri di una famiglia della Russia dell'Ottocento.

## Riconoscimenti
- 1994 - Seminci
  - Premio speciale della giuria